# Skylon (bromfiets)
Skylon is een Deens historisch merk van bromfietsen.
Dit was een Deens merk dat van 1953 tot 1965 bromfietsen maakte. Dit waren lichte en praktische modellen. 